# Liste des intendants de la généralité de Bordeaux

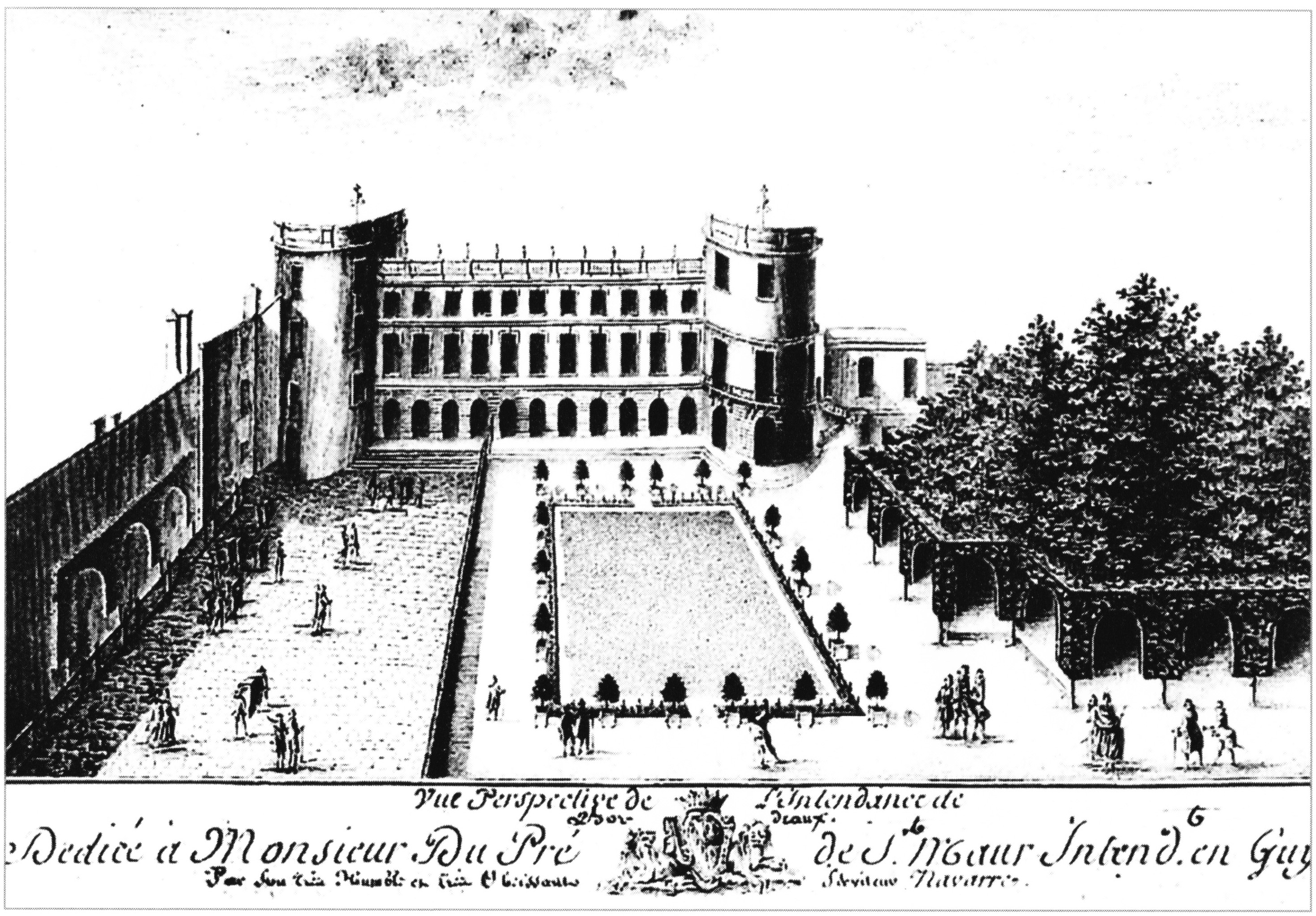
Hôtel de l'Intendance de Bordeaux, sous Dupré de Saint-Maur.

La Généralité de Bordeaux est la circonscription des intendants de la Guyenne, leur siège est Bordeaux.

## Rappel historique
La généralité de Guyenne est créée par François Ier par les lettres royales du 14 janvier 1523 prévoyant un général des finances et un contrôleur général des finances en Guyenne. François Ier explique qu'il a le sentiment d'être «continuellement desrobé par les gens des finances». Les lettres précisent qu'il devait «résister aux invasions, machinations et damnées entreprises que nos ennemies conspirent faire en plusieurs lieux et endroits et mesmement, en nostre pays de Guyenne, lequel pour estre pays de frontière et prochain de nos dits ennemis est par eux continuellement menacé d'estre envahy et assaily». La création de la généralité de Guyenne se fait par démembrement de la généralité de Languedoïl qui était «plus grande, de plus longue estendue et plus grand revenuque nulle des autres». La Guyenne comprenait le Limousin, le Rouergue, le comté de Rodez, le Quercy, les jugeries de Rivière et Verdun, le Comminges, le Périgord, l'Agenais, l'Armagnac, le Condomois, les Lannes. Cette nouvelle généralité comprend tout le sud-ouest de la France à l'exception du Béarn et de la Navarre. La région voisine de Bordeaux ne devient une élection comprenant le Médoc, les Graves, les Palus, l'Entre-deux-Mers et les Landes de Bordeaux qu'entre 1523 et 1571.
Pour lutter contre Charles-Quint, François Ier modifie donc l'administration des finances en créant le Trésor et le Trésorier de l'Épargne.
L'édit de Cognac du 7 décembre 1542 sur le règlement des finances crée seize recettes générales des finances. Pour la Guyenne, la recette générale est fixée à Agen. Le siège est transféré de Bordeaux à Agen.
L'édit de Moulins de février 1566 prévoit sept recettes générales pour le royaume, dont Bordeaux et précise que «la recepte generale qui estoit à Agen s'exercer et ser establie à Bordeaux». Le siège de la généralité est resté à Bordeaux jusqu'en 1790.
Les territoires rattachés à la généralité de Guyenne vont varier entre 1542 et 1790 :
- les élections du Haut-Limousin et du Bas-Limousin sont détachées de la Guyenne et l'élection de la Marche y est rattachée entre 1542 et 1544,
- aucune modification entre 1544 et 1635 ;
- en janvier 1635 sont créés un Bureau des finances et une recette générale à Montauban en rattachant à cette nouvelle généralité les élections de Villefranche, Rodez, Cahors, Montauban, Figeac, Comminges et Verdun, Armagnac, Lomagne, Astarac. La généralité de Guyenne reçoit en compensation les élections de Saintes et de Cognac ;
- en juin 1682 est nommé Nicolas Du Bois, chevalier, seigneur de Baillet, commissaire départi pour l'exécution des ordres de sa majesté en Navarre, Béarn et pays adjacents logé à Pau ;
- en avril 1694, la création d'un Bureau des finances et généralité à La Rochelle enlève les élections de Saintes, Cognac et Marennes ;
- en avril 1716 est créée la généralité d'Auch ce qui réduit la généralité de Guyenne aux élections de Bordeaux, Périgueux, Sarlat, Agen et Condom ;
- en janvier 1775, la généralité de Bayonne qui avait été créée en 1767 est intégrée à celle de Guyenne, avec les bastilles de Marsan, Tursan et Gavardan, l'élection des Lannes, la ville de Bayonne et le pays de Labourd ;
- en 1784, la création de la généralité de Pau et Bayonne enlève à la généralité de Guyenne Mont-de-Marsan, les bastilles de Marsan, Tursan et Gavardan, le pays de Labourd, les villes de Bayonne et de Dax et l'élection de Lannes ;
- l'édit du 26 juillet 1787 revient à la situation antérieure.

Les intendants ont d'abord été des commissaires départis pour l'exécution des ordres du roi dans une généralité pour des missions de contrôle ou l'exécution d'ordres particuliers dans des gouvernements locaux. Ils ont vu leur pouvoir de contrôle augmenter - police, justice, finances, police et justice, et finalement police, justice et finances - et leur présence s'allonger pour devenir permanente. 
Les intendants de police, justice et finances sont créés en 1635 par un édit de Louis XIII, à la demande de Richelieu pour mieux contrôler l'administration locale.

## Liste des intendants
| Date                                              | Nom |
| ------------------------------------------------- | --- |
| 1594 - 1611                                       | Raymond de Viçoze ou Raymond de Bissouze Originaire du Haut-Languedoc, et probablement d'une famille protestante, il était déjà entré au service du roi de Navarre en 1586 dont il a été le secrétaire des finances. En juin 1593, il est envoyé par le roi pour apporter du courrier à Duplessis-Mornay et aux églises protestantes du Poitou, Aunis, Saintonge, Guyenne et Gascogne concernant la convocation d'une assemblée mixte le 20 juillet 1593 ayant pour but de pacifier les esprits. Intendant des finances (1594-1596), il est désigné par Henri IV dans les lettres-patentes du 14 septembre 1596 parmi la liste des sept commissaires (dont Jacques de la Grange-le-Roy, Louis Lefèvre de Caumartin, François Miron, Antoine Ribauld et Sully qui en fait le récit dans ses Mémoires) ayant des pouvoirs exceptionnels pour vérifier les comptes des bureaux de finances et des Trésoriers de France dans les généralités. Il est surtout envoyé en Guyenne à plusieurs reprises, en particulier en 1598. Il y a fait de longs séjours comme intendant des finances. Le 3 avril 1598, pendant les discussions précédant la signature de l'édit de Nantes, Henri IV le charge d'apporter chaque année aux églises protestantes des fonds payés par le Trésorier de l'Épargne de l'année |
| 10 juillet 1618 - 1621                            | Pierre Hurault de l'Hôpital ( -juillet 1623) seigneur de Belesbat Fils de Michel Hurault, chancelier de Navarre, et d’Olympe du Faur 19 février 1605 Reçu conseiller au Grand Conseil; 2 mai 1611 Reçu maître des requêtes; 16 octobre 1616 Intendant de Toulouse, commission lui est donné le 10 juillet 1618, «pour aler demeurer et résider prez» du duc de Mayenne, gouverneur de la Guyenne, «et y avoir l'intendance et administration desdictes affaires de justice». Épouse Claire de Gessey, fille d’André, greffier au Parlement de Toulouse et d’Antoinette Maderan |
| 18 décembre 1622 - 1624                           | Pierre Séguier conseiller d'État, reçoit une commission datée du 18 décembre 1622 à Lyon, pour résider comme intendant de justice et de police auprès du duc d'Épernon, gouverneur de Guyenne |
| 5 février 1628 - 1629                             | Abel Servien (1593-1659) marquis de Sablé, comte de la Roche-des-Aubez procureur général du roi au parlement de Grenoble en 1616, conseiller d'État en 1618, maître des requêtes en 1624, intendant de justice en Guyenne en 1627, après la fin du siège de La Rochelle, Richelieu envoya l'armée en Italie pour libérer Casal, il est intendant à l'armée d'Italie en 1629, premier président du parlement de Bordeaux mais il ne s'y rend pas car il est promu secrétaire d'État de la Guerre (1630-1636), ambassadeur extraordinaire en Savoie pour le traité de Cherasco en 1631, disgracié par Richelieu, il est rappelé par Mazarin, il participe aux négociations du traité de Westphalie, nommé ministre d'État, Surintendant des finances avec Nicolas Fouquet en 1653 jusqu'à sa mort |
| 1630                                              | François de Fortia ( -1631) seigneur du Plessis-Fromentières, père de Bernard de Fortia IV, intendant à Poitiers, d'Aunis et de La Rochelle en 1653, intendant du Berry et intendant à Orléans en 1659, intendant d'Auvergne en 1664 conseiller au parlement de Paris en 1619, maître des requêtes en 1626, intendant de la généralité de Guyenne, intendant du Dauphiné en 1628, conseiller d'État |
| 12 avril 1630 - 1638                              | François de Verthamont ( - octobre 1666) seigneur de Bréau, baron de Manœuvre. Ami des Épernon, il fut rappelé au Conseil et remplacé par Étienne Foullé 15 août 1618 Reçu conseiller au Parlement de Paris; 29 mai 1626 Maître des requêtes; 1628 Intendant aux armées au siège de La Rochelle; 1629 Intendant aux armées d’Italie; 1643 Conseiller d’État; 1658 Intendant d’Avergne; 3 janvier 1644 Maître des requêtes honoraire par lettres registrées au Parlement le 15 et à la Chambre des comptes le 27 janvier 1644; 30 janvier 1625 Épouse Marie Boucher d’Orçay, dame de Vernoy et de Vincy puis de Bréau (morte en août 1657), fille de Pierre Boucher d’Orçay, seigneur de Houilles et de Vernoy, conseiller au Parlement et de Louis Hennequin. |
| 1638 - 1641                                       | Étienne Foullé ( - 2 mai 1673) 17 juin 1624 Greffier des présentations du Parlement de Paris; 14 mai 1632 Conseiller au Parlement; 22 août 1633 Premier président de la Cour des Aides de Guyenne: 5 août 1636 Maître des requêtes; 31 décembre 1656 Maître des requêtes honoraire; 1649 Intendant de Limoges; 1650 Intendant du Languedoc; 1653-1655 Intendant de Moulins; 1660 Intendant des finances 9 janvier 1633: Épouse Marie Parfait (morte le 15 janvier 1645) 1er septembre 1649 : Épouse Madeleine de Lespinay (morte le 19 décembre 1686) |
| 1641-1648                                         | Jean de Lauson (ou Lauzon, Lozon, Loison) (1584 - 16 février 1666) sieur de Liré, en 1644 il demande une place de conseiller au parlement de Metz pour son neveu, fils de sa sœur Catherine et de François Malebranche, secrétaire du roi conseiller au parlement de Paris en 1613, maître des requêtes en 1622, président du Grand Conseil, intendant en Provence (1637-1640), en même temps en Dauphiné (1639-1640), intendant des armées en Guyenne et au Béarn en 1641, intendant de Guyenne, conseiller d'État. Richelieu l'a employé dans les affaires de la marine et des colonies. Il a été gouverneur de Nouvelle-France en 1651 et ne semble pas avoir été intendant de Nouvelle-France en 1631 |
| 1650 - 1651                                       | Thomas Morant (juillet 1616-6 octobre 1692) baron puis marquis du Mesnil-Garnier, fils de Thomas Morant (1584-1651), père de Thomas-Alexandre Morant (mort en juillet 1713), intendant de Provence en 1680, puis premier président du parlement de Toulouse en 1687 conseiller au Grand Conseil le 18 septembre 1636, maître des Requêtes le 28 juillet 1643, puis intendant de Guyenne à Bordeaux et Montauban (1650-1651), intendant à Caen (1653-1657), intendant à Rouen (1657-1659), intendant à Tours (1659-1661). Il a été révoqué de l'intendance de Touraine à la suite de l'arrestation de Nicolas Fouquet. Il est nommé maître des requêtes honoraire le 30 août 1663, conseiller d'État |
| 1653 - 1657                                       | Gédéon Tallemant (1613-26 novembre 1668) fils de Gédéon Tallemant, secrétaire du roi en 1612, trésorier de l'Épargne pour la Navarre, mort en 1634 ; marié en 1640 à Marie Puget, fille naturelle du financier Puget de Montauron ; cousin germain de Gédéon Tallemant des Réaux conseiller au parlement de Paris, il prête serment le 20 juin 1637, maître des requêtes le 24 mars 1640, auparavant intendant à Orléans, |
| 20 novembre 1658-1661                             | Vincent Hotman de Fontenay ( -14 mai 1683) seigneur de Fontenay, cousin par alliance de Jean-Baptiste Colbert par son mariage avec Marguerite Colbert intendant à Tours en (1656-1658) puis de nouveau entre 1662 et 1663,procureur général à la Chambre de justice, en 1663, au moment du procès de Nicolas Fouquet, secrétaire de la commission pour la réformation de la Justice (1665-1667), intendant des finances en 1666, suppléant de Charles Colbert de Croissy comme intendant de Paris entre 1675 et 1679 |
| décembre 1662-1663                                | Charles Le Jay de Tilly ( -1671) baron de Tilly conseiller au Grand Conseil en 1638, maître des Requêtes le 28 février 1642, intendant en Lorraine, puis intendant à Tours (1661-1662), intendant à Limoges en 1664 |
| 1663-1669                                         | Claude Pellot seigneur de Port-David et de Sandars intendant de la généralité de Grenoble (1656-1658), intendant de la généralité de Poitiers et de intendant à Limoges (1658-1664), intendant de Bordeaux et de Montauban (1664-1669) |
| octobre 1669-1673                                 | Henri d'Aguesseau (1638-17 septembre 1716) conseiller au Parlement de Metz en 1656, maître des requêtes de l'Hôtel du roi en 1660, président au Grand Conseil en 1661, intendant de Limoges (1667-1668), puis intendant de Languedoc (1673-1685), conseiller d'État en 1683, chef du Conseil de la principauté des Dombes en 1694, conseiller au Conseil royal des Finances en 1695, conseiller au conseil de la religion réformée en 1699, président du Conseil du commerce en 1700 |
| juillet 1672-septembre 1678                       | Guillaume de Sève (1638-13 avril 1693) sieur de Châtillon-le-Roi, fils d'Alexandre de Sève maître des requêtes de l'Hôtel du roi, intendant à Montauban et intendant de Bordeaux, premier président au parlement de Metz en 1681, nommé intendant de Metz et des Trois-Évêchés, mort en charge |
| décembre 1678-mars 1686                           | Charles Faucon de Ris (1644-5 mai 1691) seigneur de Ris, marquis de Charleval, comte de Bacqueville conseiller au parlement de Rouen, maître des requêtes, intendant à Moulins, puis premier président du parlement de Rouen en 1686 |
| mars 1686-août 1700                               | Louis Bazin de Bezons ( -9 août 1700) seigneur de Bezons il a été auparavant conseiller au parlement de Metz en 1665, puis de Paris en 1668, maître des Requêtes le 22 février 1674, rapporteur de la chambre ardente dans l'affaire des poisons, commissaire pour les affaires des aides en 1677-1678, intendant à Limoges (1678-1681), intendant à Orléans (1681-1686), intendant à Lyon; conseiller d'État en 1686 conseiller d'État ordinaire en février 1698 |
| 3 septembre 1700-1709 (8 ans et 11 mois)          | Yves Marie de La Bourdonnaye marquis de La Bourdonnaye, seigneur de Coetyon auparavant intendant de Rouen, puis intendant de Poitiers en 1708, puis intendant à Orléans en 1710 |
| 14 août 1709-1720 (11 ans et 1 mois)              | Guillaume-Urbain de Lamoignon de Courson (30 octobre 1674-12 mars 1742) marquis de La Mothe, comte de Launay-Courson et de Montrevault fils de Nicolas de Lamoignon de Basville membre des États de Languedoc, de la Cour des Comptes, Aides & Finances de Montpellier, conseiller au parlement de Paris le 10 décembre 1692, commissaire des requêtes en 1698, intendant de Rouen (1704-1709), conseiller au Conseil Royal des Finances en 1730 |
| octobre 1720- juillet 1743 (22 ans et 9 mois)     | Claude Boucher (22 septembre 1673-5 août 1752) conseiller en la cour des Aides de Paris le 6 janvier 1693 avec dispense d'âge, président à la cour des Aides le 14 mars 1699, intendant d'Auvergne en 1717 |
| 15 juillet 1743- juin 1757 (13 ans et 11 mois)    | Louis-Urbain Aubert de Tourny (16 mai 1695- 28 novembre 1760) Conseiller au Châtelet en 1714, puis au Grand conseil en 1717, maître des requêtes au Conseil d'État en 1719, intendant à Limoges en décembre 1730, intendant à Bordeaux en 1743, conseiller d'État en 1757. |
| 20 juin 1757- 14 septembre 1760 (3 ans et 3 mois) | Claude-Louis Aubert de Tourny (29 mai 1722- 14 septembre 1760) |
| septembre 1760 - 1766 (6 ans)                     | Charles Robert Boutin dit Boutin de La Coulommière (10 février 1722-20 mars 1810) |
| octobre 1766 - 1770 (3 ans et 4 mois)             | François Fargès de Polisy (30 mars 1730-2 février 1792) Seigneur de Polisy Conseiller d'État et conseiller au Grand Conseil le 14 juillet 1755, maître des Requêtes en mai 1756, nommé à la suite du refus de Bernard de Ballainvilliers intendant d'Auvergne de quitter son poste, intendant du commerce en 1775, intendant des finances (1776-1777), |
| 29 mars 1770 - 1775 (5 ans et 5 mois)             | Charles-François-Hyacinthe d'Esmangart (11 mai 1736-4 janvier 1793) conseiller au Grand Conseil en 1758, grand rapporteur en la chancellerie en 1758, maître des requêtes en 1761 ; après la nomination de Calonne à l'intendance de Metz le 7 octobre 1766, il est désigné à sa place comme procureur général dans les procédures à faire contre de La Chalotais ; puis intendant à Caen (1775-1783), intendant de Flandres et d'Artois à Lille (1783-1789) |
| 7 septembre 1775-1776 (5 mois)                    | Jean Étienne Bernard Clugny de Nuits (20 octobre 1729-18 octobre 1776) intendant des colonies à Saint-Domingue (1760-1764), puis intendant de la marine à Brest (1765-1770), intendant de Roussillon à Perpignan (1773-1774) |
| 1776-1785 (9 ans)                                 | Nicolas Dupré de Saint-Maur (5 août 1732-30 décembre 1791) Conseiller au parlement de Paris (1751), maître des requêtes (1755), conseiller d’État (1785), intendant de Bourges, de 1764 à 1776. Il démissionne en 1784 à la suite d'un conflit avec le parlement . |
| 1785-1790 (5 ans)                                 | François Michel Claude Benoît Le Camus de Néville (21 mars 1750 - 15 décembre 1813) substitut du procureur au parlement de Rouen le 17 août 1768 et démis avant août 1769, conseiller au Grand Conseil le 10 mai 1769, maître des requêtes le 10 février 1775, conseiller honoraire à la cour des Aides de Paris le 1er mai 1776, directeur de la Librairie en 1776, intendant de Pau (1784-1785). Puis membre du Conseil général du département de Seine-Inférieure membre de la commission de liquidation des créances espagnoles et membre du Conseil des prises en 1802, maître des requêtes au Conseil d'État le 8 janvier 1807, baron de l'Empire le 15 août 1809, chevalier de la Légion d'honneur[réf. nécessaire] |